# Pelco

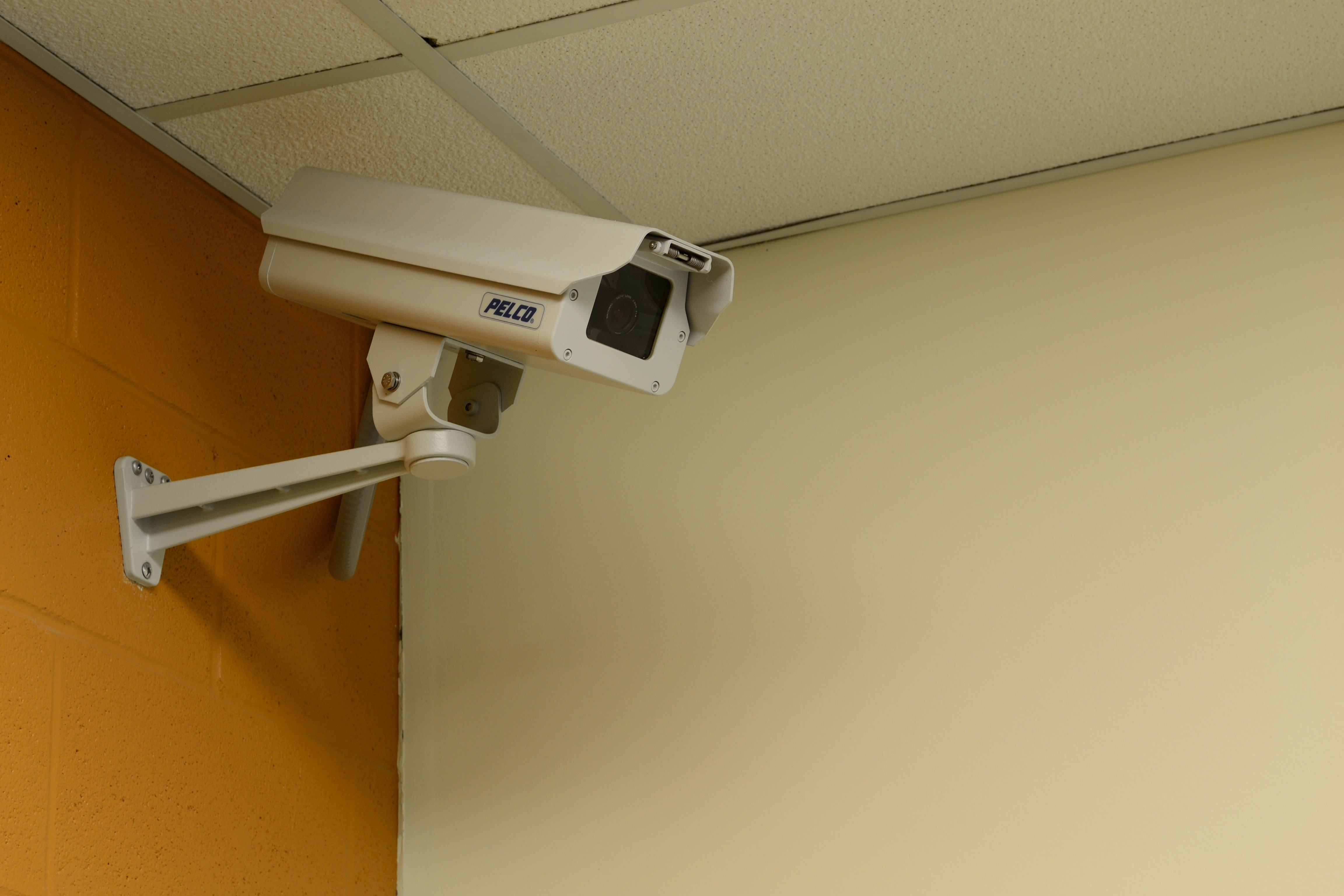
Una CCTV hecha por Pelco.

Pelco Incorporated, es una compañía de tecnologías de seguridad y vigilancia con sede en los Estados Unidos, fundada en 1957 y con sede en Clovis, California. Pelco fue comprado en 2007 por la empresa Schneider Electric, y fue incorporada en la unidad de negocios de Building Automation de la misma. En mayo de 2019 Schneider concretó la venta de todas las operaciones de Pelco al grupo inversor Transom Capital Group, pasando a llamarse Pelco Inc. Los productos de Pelco se distribuyen a nivel mundial y se encuentran con frecuencia en aeropuertos, centros comerciales, edificios de oficinas, fábricas y campus universitarios.

## Historia
Pelco Sales fue fundada en 1957 por E.L. Heinrich en Hawthorne, California. Heinrich creó Pelco Sales como un proyecto paralelo a su ya exitoso negocio de aviación mecánica. La primera línea de productos de Pelco Sales consistió en dispositivos de inclinación horizontal y joysticks diseñados para controlar de forma remota la posición de las cámaras de televisión. La demanda de los productos de Pelco Sales creció rápidamente, lo que dio como resultado la decisión de Heinrich de abandonar la aviación y centrarse en las tecnologías de la cámara. La compañía se trasladó a Gardena, California y nuevamente a Fresno, California, para proporcionar un espacio de trabajo adecuado para la producción de productos. En junio de 1987, Rod Heinrich vendió Pelco Sales al inversor local David McDonald poco después de aprobar los planes para una instalación de 80,000 pies cuadrados en Clovis, California. McDonald truncó el nombre a Pelco, comúnmente conocido como el comienzo del "nuevo" Pelco. La compañía continuó expandiéndose y alcanzó distribución en más de 130 países. En 2007, la eléctrica francesa Schneider Electric compró Pelco por US$1,22 mil millones en un esfuerzo por mejorar su negocio de automatización de edificios, sin embargo en 2019 el grupo Schneider Electric concretó la venta de Pelco al grupo inversor americano Transom Capital Group. Los sistemas de seguridad y vigilancia de Pelco protegen sobre todo el Palacio de Buckingham, la Estatua de la Libertad y el Palacio Presidencial de China.

## Tecnologías
Pelco produce una colección completa de productos de seguridad y vigilancia de alta tecnología.

## Industrias
- Comercial
- Al por menor
- Industria y tecnología
- Gobierno y militar
- Residencial